# Малое Борилово
Малое Борилово — деревня в Бабаевском районе Вологодской области.
Входит в состав Борисовского сельского поселения (с 1 января 2006 года по 13 апреля 2009 года входила в Афанасовское сельское поселение), с точки зрения административно-территориального деления — в Афанасовский сельсовет.
Расстояние до районного центра Бабаево по автодороге — 57 км, до центра муниципального образования села Борисово-Судское по прямой — 16 км. Ближайшие населённые пункты — Балуево, Большое Борилово, Игумново.
По переписи 2002 года население — 14 человек.